# Мысыч
Мысыч — река в России, протекает в Верхнекамском районе Кировской области. Устье реки находится в 76 км по левому берегу реки Порыш. Длина реки составляет 14 км. 
Исток реки в лесах на границе с Пермским краем в 28 км к северо-западу от села Кай. Река течёт на юг и юго-восток по ненаселённому лесу, огибая обширное Чаранкушское болото. Впадает в Порыш рядом с устьем реки Комыч в 10 км к северо-западу от деревни Южаки.

## Данные водного реестра
По данным государственного водного реестра России относится к Камскому бассейновому округу, водохозяйственный участок реки — Кама от истока до водомерного поста у села Бондюг, речной подбассейн реки — бассейны притоков Камы до впадения Белой. Речной бассейн реки — Кама.
По данным геоинформационной системы водохозяйственного районирования территории РФ, подготовленной Федеральным агентством водных ресурсов:
- Код водного объекта в государственном водном реестре — 10010100112111100001327
- Код по гидрологической изученности (ГИ) — 111100132
- Код бассейна — 10.01.01.001
- Номер тома по ГИ — 11
- Выпуск по ГИ — 1